# Liste der Städte in Bolivien
Die Liste der Städte in Bolivien bietet einen Überblick über die Entwicklung der Einwohnerzahl der Städte des südamerikanischen Staates Bolivien.

## Agglomerationen nach Einwohnerzahl
Die größten Agglomerationen in Bolivien sind (Stand 2016):
1. Santa Cruz de la Sierra: 2.110.000 Einwohner
2. La Paz: 1.907.000 Einwohner
3. Cochabamba: 1.238.000 Einwohner

Damit konzentriert sich fast die Hälfte der Menschen des Landes in diesen drei Ballungszentren.

## Städte nach Einwohnerzahl
Größte Stadt des Landes ist Santa Cruz de la Sierra mit fast 1,5 Millionen Einwohnern. Der Regierungssitz La Paz liegt mit etwa 750.000 Einwohnern auf Rang drei. Die Hauptstadt und sechstgrößte Stadt von Bolivien ist Sucre mit gut 250.000 Einwohnern.
Die folgenden Tabellen enthalten die Großstädte, Mittelstädte, Kleinstädte und Landstädte in Bolivien mit ihrer Einwohnerzahl laut Ergebnissen der Volkszählungen vom 29. September 1976, 3. Juni 1992, 29. Juni 2001, und 21. November 2012.
Aufgeführt ist auch das Departamento, zu dem die Stadt gehört. Die Hauptstädte der Departamentos (ciudades capitales) sind mit * markiert. Die Einwohnerzahlen beziehen sich auf die jeweilige Stadt in ihren politischen Grenzen, ohne politisch selbständige Vororte und ohne die Bevölkerung der zugehörigen Municipios.

### Großstädte
| Rang | INE-Code          | Name                     | 1976    | 1992    | 2001      | 2012      | 2024 | Departamento | Koordinaten                  |
| ---- | ----------------- | ------------------------ | ------- | ------- | --------- | --------- | ---- | ------------ | ---------------------------- |
| 1.   | 07-0101-0100-1001 | Santa Cruz de la Sierra* | 254.682 | 697.278 | 1.113.582 | 1.441.406 |      | Santa Cruz   | 17° 47′ 21″ S, 63° 11′ 51″ W |
| 2.   | 02-0105-0100-1001 | El Alto                  | ...     | 405.492 | 647.350   | 842.378   |      | La Paz       | 16° 30′ 35″ S, 68° 9′ 33″ W  |
| 3.   | 02-0101-0100-1001 | La Paz*                  | 654.713 | 713.378 | 789.585   | 757.184   |      | La Paz       | 16° 29′ 39″ S, 68° 8′ 51″ W  |
| 4.   | 03-0101-0100-1001 | Cochabamba*              | 184.156 | 397.171 | 516.683   | 630.587   |      | Cochabamba   | 17° 23′ 38″ S, 66° 9′ 25″ W  |
| 5.   | 04-0101-0100-1001 | Oruro*                   | 124.091 | 183.422 | 201.230   | 264.683   |      | Oruro        | 17° 57′ 52″ S, 67° 6′ 47″ W  |
| 6.   | 01-0101-0100-1001 | Sucre*                   | 63.625  | 131.769 | 193.873   | 237.480   |      | Chuquisaca   | 19° 2′ 52″ S, 65° 15′ 35″ W  |
| 7.   | 06-0101-0100-1001 | Tarija*                  | 38.500  | 90.113  | 135.783   | 179.528   |      | Tarija       | 21° 32′ 2″ S, 64° 44′ 4″ W   |
| 8.   | 05-0101-0100-1001 | Potosí*                  | 77.233  | 112.078 | 132.966   | 174.973   |      | Potosí       | 19° 35′ 21″ S, 65° 45′ 13″ W |
| 9.   | 03-1001-0100-1001 | Sacaba                   | 5.554   | 36.905  | 92.581    | 149.563   |      | Cochabamba   | 17° 24′ 14″ S, 66° 2′ 25″ W  |
| 10.  | 03-0901-0100-1001 | Quillacollo              | 19.433  | 51.418  | 74.980    | 117.859   |      | Cochabamba   | 17° 23′ 51″ S, 66° 16′ 54″ W |
| 11.  | 07-1001-0100-2001 | Montero                  | 28.647  | 57.027  | 78.294    | 107.294   |      | Santa Cruz   | 17° 20′ 32″ S, 63° 15′ 21″ W |
| 12.  | 08-0101-0100-1001 | Trinidad*                | 27.583  | 57.328  | 75.540    | 101.454   |      | Beni         | 14° 50′ 6″ S, 64° 54′ 15″ W  |

### Mittelstädte
| Rang | INE-Code          | Name                   | 1976   | 1992   | 2001   | 2012   | 2024 | Departamento | Koordinaten                  |
| ---- | ----------------- | ---------------------- | ------ | ------ | ------ | ------ | ---- | ------------ | ---------------------------- |
| 13.  | 08-0201-0100-1000 | Riberalta              | 18.032 | 43.454 | 64.511 | 78.754 |      | Beni         | 11° 0′ 18″ S, 66° 3′ 58″ W   |
| 14.  | 07-0201-0100-1001 | Warnes                 | 4.419  | 10.866 | 17.872 | 77.668 |      | Santa Cruz   | 17° 30′ 37″ S, 63° 9′ 53″ W  |
| 15.  | 07-0104-0100-6001 | La Guardia             | 2.337  | 5.468  | 29.745 | 74.546 |      | Santa Cruz   | 17° 53′ 31″ S, 63° 19′ 52″ W |
| 16.  | 02-0801-0100-1001 | Viacha                 | 9.766  | 19.036 | 29.108 | 62.516 |      | La Paz       | 16° 39′ 13″ S, 68° 18′ 6″ W  |
| 17.  | 06-0301-0100-1001 | Yacuiba                | 14.354 | 34.505 | 64.611 | 61.844 |      | Tarija       | 22° 0′ 50″ S, 63° 40′ 40″ W  |
| 18.  | 03-0905-0100-1001 | Colcapirhua            | ...    | 22.219 | 41.637 | 51.896 |      | Cochabamba   | 17° 23′ 27″ S, 66° 14′ 19″ W |
| 19.  | 03-0903-0100-1001 | Tiquipaya              | ...    | 3.037  | 26.732 | 49.237 |      | Cochabamba   | 17° 20′ 17″ S, 66° 13′ 8″ W  |
| 20.  | 09-0101-0100-1001 | Cobija*                | 3.636  | 10.001 | 20.820 | 42.849 |      | Pando        | 11° 1′ 6″ S, 68° 45′ 13″ W   |
| 21.  | 03-0904-0100-1001 | Vinto                  | 4.419  | 9.493  | 14.180 | 40.786 |      | Cochabamba   | 17° 23′ 50″ S, 66° 18′ 49″ W |
| 22.  | 08-0202-0100-1001 | Guayaramerín           | 12.504 | 27.706 | 33.095 | 35.764 |      | Beni         | 10° 49′ 36″ S, 65° 21′ 24″ W |
| 23.  | 05-1501-0100-1001 | Villazón               | 12.536 | 23.670 | 28.045 | 35.167 |      | Potosí       | 22° 5′ 27″ S, 65° 35′ 45″ W  |
| 24.  | 07-0403-0106-2001 | Yapacaní               | ...    | 8.585  | 14.589 | 30.952 |      | Santa Cruz   | 17° 24′ 9″ S, 63° 53′ 12″ W  |
| 25.  | 06-0303-0100-1001 | Villamontes            | 6.629  | 11.086 | 16.113 | 30.228 |      | Tarija       | 21° 15′ 53″ S, 63° 27′ 31″ W |
| 26.  | 06-0202-0100-1001 | Bermejo                | 13.022 | 21.394 | 26.059 | 29.459 |      | Tarija       | 22° 43′ 57″ S, 64° 20′ 34″ W |
| 27.  | 07-0706-0100-1001 | Camiri                 | 19.782 | 27.971 | 26.505 | 28.855 |      | Santa Cruz   | 20° 2′ 21″ S, 63° 31′ 13″ W  |
| 28.  | 05-0801-0100-1001 | Tupiza                 | 10.682 | 20.137 | 21.707 | 27.302 |      | Potosí       | 21° 26′ 39″ S, 65° 43′ 15″ W |
| 29.  | 05-0203-0100-3001 | Llallagua              | 23.361 | 23.305 | 20.065 | 25.166 |      | Potosí       | 18° 25′ 23″ S, 66° 35′ 8″ W  |
| 30.  | 07-0301-0100-1001 | San Ignacio de Velasco | 2.998  | 12.565 | 19.401 | 23.126 |      | Santa Cruz   | 16° 22′ 27″ S, 60° 57′ 37″ W |
| 31.  | 07-1104-0105-5001 | San Julián             | ...    | 1.105  | 6.585  | 20.687 |      | Santa Cruz   | 16° 54′ 23″ S, 62° 37′ 1″ W  |
| 32.  | 04-0701-0100-1001 | Huanuni                | 17.292 | 14.083 | 15.106 | 20.336 |      | Oruro        | 18° 17′ 24″ S, 66° 50′ 18″ W |

### Kleinstädte
| Rang | INE-Code          | Name                  | 1976   | 1992   | 2001   | 2012   | 2024 | Departamento | Koordinaten                  |
| ---- | ----------------- | --------------------- | ------ | ------ | ------ | ------ | ---- | ------------ | ---------------------------- |
| 33.  | 03-1401-0100-1001 | Punata                | 10.216 | 12.758 | 14.742 | 19.559 |      | Cochabamba   | 17° 32′ 49″ S, 65° 50′ 12″ W |
| 34.  | 07-0102-0100-1001 | Cotoca                | 2.107  | 9.229  | 15.181 | 19.482 |      | Santa Cruz   | 17° 45′ 14″ S, 62° 59′ 49″ W |
| 35.  | 07-1501-0100-1001 | Ascención de Guarayos | 3.555  | 8.350  | 12.284 | 19.254 |      | Santa Cruz   | 15° 53′ 26″ S, 63° 11′ 15″ W |
| 36.  | 02-0104-0100-1001 | Achocalla             | ...    | 5.602  | 10.369 | 18.442 |      | La Paz       | 16° 34′ 5″ S, 68° 10′ 16″ W  |
| 37.  | 07-1003-0100-1001 | Mineros               | 6.184  | 11.181 | 13.283 | 18.340 |      | Santa Cruz   | 17° 7′ 4″ S, 63° 13′ 59″ W   |
| 38.  | 05-1201-0100-2001 | Uyuni                 | 7.396  | 11.372 | 10.551 | 18.068 |      | Potosí       | 20° 27′ 30″ S, 66° 49′ 29″ W |
| 39.  | 08-0302-0100-1001 | San Borja             | 4.613  | 11.072 | 16.273 | 17.520 |      | Beni         | 14° 51′ 30″ S, 66° 44′ 51″ W |
| 40.  | 07-0105-0103-2001 | El Torno              | 2.110  | 6.332  | 11.878 | 17.130 |      | Santa Cruz   | 17° 59′ 41″ S, 63° 23′ 3″ W  |
| 41.  | 07-1401-0100-9001 | Puerto Suárez         | ...    | 9.863  | 11.564 | 16.643 |      | Santa Cruz   | 18° 57′ 48″ S, 57° 47′ 52″ W |
| 42.  | 07-0601-0101-6001 | Portachuelo           | 7.059  | 9.453  | 11.338 | 14.091 |      | Santa Cruz   | 17° 21′ 17″ S, 63° 23′ 41″ W |
| 43.  | 02-2001-0100-1001 | Caranavi              | 3.633  | 7.533  | 12.083 | 13.569 |      | La Paz       | 15° 50′ 2″ S, 67° 33′ 57″ W  |
| 44.  | 08-0304-0101-3002 | Rurrenabaque          | 2.052  | 4.959  | 8.460  | 13.446 |      | Beni         | 14° 26′ 23″ S, 67° 31′ 45″ W |
| 45.  | 04-0201-0101-3001 | Challapata            | ...    | 6.661  | 7.683  | 12.684 |      | Oruro        | 18° 54′ 0″ S, 66° 46′ 16″ W  |
| 46.  | 08-0401-0100-1001 | Santa Ana del Yacuma  | 5.665  | 14.788 | 12.877 | 12.178 |      | Beni         | 13° 44′ 40″ S, 65° 25′ 37″ W |
| 47.  | 07-0501-0102-1001 | San José de Chiquitos | ...    | 8.483  | 9.211  | 11.874 |      | Santa Cruz   | 17° 50′ 44″ S, 60° 44′ 33″ W |
| 48.  | 03-0902-0103-6001 | Sipe Sipe             | ...    | 2.033  | 3.134  | 11.826 |      | Cochabamba   | 17° 24′ 14″ S, 66° 21′ 27″ W |
| 49.  | 02-1305-0100-5001 | Patacamaya            | ...    | 5.950  | 8.414  | 11.197 |      | La Paz       | 17° 14′ 49″ S, 67° 54′ 44″ W |
| 50.  | 07-1402-0100-4001 | Puerto Quijarro       | ...    | 6.324  | 8.963  | 11.071 |      | Santa Cruz   | 19° 0′ 16″ S, 57° 42′ 56″ W  |
| 51.  | 07-0801-0103-3001 | Vallegrande           | ...    | 6.341  | 7.801  | 10.158 |      | Santa Cruz   | 18° 29′ 22″ S, 64° 6′ 30″ W  |
| 52.  | 07-0503-0101-7001 | Roboré                | ...    | 10.360 | 9.919  | 10.098 |      | Santa Cruz   | 18° 19′ 52″ S, 59° 45′ 25″ W |
| 53.  | 00-0001-0100-1001 | San Ignacio de Moxos  | 3.020  | 4.832  | 8.893  | 10.054 |      | Beni         | 14° 59′ 47″ S, 65° 38′ 28″ W |
| 54.  | 07-1101-0104-0001 | Concepción            | ...    | 3.228  | 5.611  | 9.868  |      | Santa Cruz   | 16° 7′ 55″ S, 62° 1′ 34″ W   |
| 55.  | 07-0502-0101-9004 | Pailón                | ...    | 3.741  | 7.126  | 9.850  |      | Santa Cruz   | 17° 39′ 34″ S, 62° 43′ 11″ W |
| 56.  | 01-0501-0101-7001 | Monteagudo            | ...    | 5.130  | 7.285  | 9.135  |      | Chuquisaca   | 19° 48′ 11″ S, 63° 57′ 18″ W |
| 57.  | 05-0201-0103-2001 | Uncía                 | ...    | 7.729  | 5.709  | 8.902  |      | Potosí       | 18° 28′ 1″ S, 66° 34′ 5″ W   |
| 58.  | 02-0201-0100-1001 | Achacachi             | ...    | 5.602  | 7.540  | 8.857  |      | La Paz       | 16° 2′ 40″ S, 68° 41′ 6″ W   |
| 59.  | 07-0402-0102-3001 | Santa Fe de Yapacaní  | ...    | 4.029  | 5.858  | 8.454  |      | Santa Cruz   | 17° 23′ 50″ S, 63° 49′ 32″ W |
| 60.  | 03-0801-0100-3001 | Cliza                 | ...    | 5.172  | 6.534  | 8.362  |      | Cochabamba   | 17° 35′ 31″ S, 65° 56′ 3″ W  |
| 61.  | 03-1205-0200-1001 | Ivirgarzama           | ...    | 3.250  | 6.366  | 8.255  |      | Cochabamba   | 17° 2′ 1″ S, 64° 51′ 27″ W   |
| 62.  | 07-1106-0204-8001 | Cuatro Cañadas        | ...    | 841    | 5.160  | 8.195  |      | Santa Cruz   | 17° 16′ 2″ S, 62° 33′ 32″ W  |
| 63.  | 03-0201-0105-6001 | Aiquile               | ...    | 5.525  | 7.381  | 7.863  |      | Cochabamba   | 18° 12′ 2″ S, 65° 10′ 54″ W  |
| 64.  | 03-1206-0111-5001 | Entre Ríos            | ...    | 1.952  | 3.796  | 7.347  |      | Cochabamba   | 17° 11′ 50″ S, 64° 32′ 7″ W  |
| 65.  | 08-0301-0101-4001 | Reyes                 | ...    | 4.199  | 6.222  | 7.202  |      | Beni         | 14° 17′ 47″ S, 67° 20′ 4″ W  |
| 66.  | 07-1102-0102-9002 | San Javier            | ...    | 3.166  | 6.048  | 7.119  |      | Santa Cruz   | 16° 16′ 27″ S, 62° 30′ 16″ W |
| 67.  | 07-0903-0101-6001 | Mairana               | ...    | 3.060  | 3.884  | 6.756  |      | Santa Cruz   | 18° 7′ 10″ S, 63° 57′ 23″ W  |
| 68.  | 03-0901-0171-4701 | Pandoja               | ...    | 925    | 1.624  | 6.611  |      | Cochabamba   | 17° 21′ 51″ S, 66° 16′ 7″ W  |
| 69.  | 07-1103-0100-1001 | San Ramón             | ...    | 2.270  | 4.746  | 6.398  |      | Santa Cruz   | 16° 36′ 48″ S, 62° 29′ 56″ W |
| 70.  | 02-0701-0100-1001 | Apolo                 | ...    | 1.628  | 2.123  | 6.376  |      | La Paz       | 14° 43′ 0″ S, 68° 25′ 3″ W   |
| 71.  | 07-0202-0101-2001 | Okinawa I             | ...    | 2.586  | 4.098  | 6.344  |      | Santa Cruz   | 17° 13′ 11″ S, 62° 53′ 36″ W |
| 72.  | 07-1201-0102-0001 | San Matías            | ...    | 3.849  | 5.370  | 6.267  |      | Santa Cruz   | 16° 21′ 40″ S, 58° 24′ 19″ W |
| 73.  | 03-1204-0108-5001 | Chimoré               | ...    | 2.036  | 3.874  | 6.219  |      | Cochabamba   | 16° 59′ 38″ S, 65° 9′ 1″ W   |
| 74.  | 03-0901-0200-7001 | El Paso               | ...    | 1.763  | 3.344  | 5.964  |      | Cochabamba   | 17° 20′ 17″ S, 66° 15′ 56″ W |
| 75.  | 02-1004-0100-1001 | Colquiri              | ...    | 5.696  | 4.004  | 5.935  |      | La Paz       | 17° 23′ 50″ S, 67° 7′ 50″ W  |
| 76.  | 02-1301-0400-1001 | Lahuachaca            | ...    | 2.562  | 2.986  | 5.874  |      | La Paz       | 17° 22′ 37″ S, 67° 40′ 30″ W |
| 77.  | 05-0203-0100-7001 | Siglo XX              | ...    | 8.169  | 7.202  | 5.834  |      | Potosí       | 18° 25′ 16″ S, 66° 35′ 23″ W |
| 78.  | 03-1602-0200-6001 | Shinahota             | ...    | 3.149  | 4.291  | 5.669  |      | Cochabamba   | 16° 59′ 48″ S, 65° 14′ 44″ W |
| 79.  | 02-1701-0101-4002 | Copacabana            | ...    | 3.379  | 4.161  | 5.579  |      | La Paz       | 16° 9′ 56″ S, 69° 5′ 8″ W    |
| 80.  | 08-0801-0101-4006 | Magdalena             | ...    | 4.344  | 4.379  | 5.516  |      | Beni         | 13° 15′ 50″ S, 64° 3′ 15″ W  |
| 81.  | 02-1104-0105-3004 | Palos Blancos         | ...    | 1.944  | 2.961  | 5.478  |      | La Paz       | 15° 34′ 58″ S, 67° 40′ 15″ W |
| 82.  | 07-0404-0101-4001 | San Juan de Yapacaní  | ...    | 2.344  | 5.241  | 5.401  |      | Santa Cruz   | 17° 17′ 30″ S, 63° 50′ 48″ W |
| 83.  | 04-0102-0100-2001 | Caracollo             | ...    | 3.837  | 4.412  | 5.356  |      | Oruro        | 17° 38′ 13″ S, 67° 13′ 7″ W  |
| 84.  | 03-0403-0302-0001 | Arbieto               | ...    | 970    | 1.347  | 5.335  |      | Cochabamba   | 17° 35′ 1″ S, 66° 3′ 55″ W   |
| 85.  | 07-1301-0601-5001 | Comarapa              | ...    | 3.221  | 4.092  | 5.315  |      | Santa Cruz   | 17° 54′ 49″ S, 64° 31′ 47″ W |
| 86.  | 07-1402-0100-1001 | Arroyo Concepción     | ...    | 1.608  | 3.574  | 5.302  |      | Santa Cruz   | 19° 1′ 21″ S, 57° 42′ 35″ W  |
| 87.  | 05-1203-0100-5001 | Porco                 | ...    | 1.833  | 1.975  | 5.287  |      | Potosí       | 19° 46′ 21″ S, 65° 59′ 9″ W  |
| 88.  | 07-1004-0101-6001 | Fernández Alonso      | ...    | 3.196  | 5.456  | 5.273  |      | Santa Cruz   | 17° 0′ 36″ S, 63° 13′ 56″ W  |
| 89.  | 03-0701-0100-3001 | Capinota              | ...    | 3.955  | 4.766  | 5.264  |      | Cochabamba   | 17° 42′ 53″ S, 66° 15′ 47″ W |
| 90.  | 07-0602-0102-3001 | Santa Rosa del Sara   | ...    | 3.125  | 4.119  | 5.238  |      | Santa Cruz   | 17° 6′ 38″ S, 63° 35′ 55″ W  |
| 91.  | 01-0701-0100-1001 | Camargo               | ...    | 3.789  | 4.502  | 5.173  |      | Chuquisaca   | 20° 38′ 25″ S, 65° 12′ 37″ W |

### Landstädte
| Rang | INE-Code          | Name                    | 1976 | 1992  | 2001    | 2012  | 2024 | Departamento | Koordinaten                  |
| ---- | ----------------- | ----------------------- | ---- | ----- | ------- | ----- | ---- | ------------ | ---------------------------- |
| 92.  | 08-0303-0102-0002 | Santa Rosa de Yacuma    | ...  | 3.150 | 4.319   | 4.727 |      | Beni         | 14° 4′ 48″ S, 66° 47′ 36″ W  |
| 93.  | 08-0302-0106-0001 | Yucumo                  | ...  | 1.404 | 3.090   | 4.693 |      | Beni         | 15° 8′ 44″ S, 67° 2′ 3″ W    |
| 94.  | 05-0301-0100-1001 | Betanzos                | ...  | 2.866 | 4.168   | 4.632 |      | Potosí       | 19° 33′ 12″ S, 65° 27′ 13″ W |
| 95.  | 07-0402-0103-6001 | San Carlos              | ...  | 3.223 | 3.897   | 4.620 |      | Santa Cruz   | 19° 18′ 27″ S, 64° 18′ 8″ W  |
| 96.  | 07-1002-0103-1001 | General Saavedra        | ...  | 2.918 | 3.663   | 4.611 |      | Santa Cruz   | 17° 13′ 31″ S, 63° 12′ 51″ W |
| 97.  | 08-0701-0100-9000 | San Joaquín             | ...  | 3.489 | 4.094   | 4.556 |      | Beni         | 13° 2′ 27″ S, 64° 40′ 4″ W   |
| 98.  | 07-0603-0100-5001 | La Bélgica              | ...  | 4.615 | 5.031   | 4.575 |      | Santa Cruz   | 17° 33′ 53″ S, 63° 13′ 25″ W |
| 99.  | 07-0401-0100-6001 | Buena Vista             | ...  | 2.873 | 3.812   | 4.405 |      | Santa Cruz   | 17° 27′ 36″ S, 63° 39′ 37″ W |
| 100. | 07-0901-0103-3001 | Samaipata               | ...  | 2.735 | 2.926   | 4.398 |      | Santa Cruz   | 18° 10′ 47″ S, 63° 52′ 33″ W |
| 101. | 04-1401-0100-4001 | Santiago de Huari       | ...  | 2.605 | 2.999   | 4.332 |      | Oruro        | 19° 0′ 48″ S, 66° 46′ 37″ W  |
| 102. | 05-0401-0100-2001 | Colquechaca             | ...  | 2.234 | 1.816   | 4.272 |      | Potosí       | 18° 42′ 0″ S, 66° 0′ 16″ W   |
| 103. | 09-0102-0101-1001 | Porvenir                | ...  | 910   | 1.730   | 4.267 |      | Pando        | 11° 14′ 17″ S, 68° 41′ 13″ W |
| 104. | 03-1403-0101-8001 | San Benito              | ...  | 1.548 | 2.029   | 4.221 |      | Cochabamba   | 17° 31′ 23″ S, 65° 53′ 39″ W |
| 105. | 07-0105-0104-6001 | Puerto Rico             | ...  | 977   | 1.633   | 4.219 |      | Santa Cruz   | 18° 0′ 29″ S, 63° 23′ 36″ W  |
| 106. | 02-0602-0102-2001 | Guanay                  | ...  | 3.886 | 3.890   | 4.165 |      | La Paz       | 15° 29′ 52″ S, 67° 52′ 46″ W |
| 107. | 03-1403-0301-5001 | Paracaya                | ...  | ...   | 740     | 4.161 |      | Cochabamba   | 17° 30′ 51″ S, 65° 51′ 22″ W |
| 108. | 07-1005-0102-4001 | San Pedro               | ...  | 2.416 | 2.798   | 4.094 |      | Santa Cruz   | 16° 49′ 36″ S, 63° 28′ 53″ W |
| 109. | 07-1302-0100-4001 | Saipina                 | ...  | 1.788 | 2.394   | 4.090 |      | Santa Cruz   | 18° 5′ 40″ S, 64° 35′ 0″ W   |
| 110. | 03-1403-0301-8001 | San Benito              | ...  | ...   | ...     | 4.089 |      | Cochabamba   | 17° 33′ 29″ S, 65° 55′ 10″ W |
| 111. | 02-0804-0100-7001 | Desaguadero             | ...  | 1.586 | 2.219   | 4.065 |      | La Paz       | 16° 34′ 6″ S, 69° 2′ 3″ W    |
| 112. | 06-0601-0100-4001 | Entre Ríos              | ...  | 1.854 | 2.418   | 4.044 |      | Tarija       | 21° 31′ 33″ S, 64° 10′ 19″ W |
| 113. | 02-1501-0102-1001 | Ixiamas                 | ...  | 1.256 | 1.733   | 3.968 |      | La Paz       | 13° 46′ 5″ S, 68° 7′ 32″ W   |
| 114. | 03-0401-0101-1001 | Tarata                  | ...  | 2.826 | 3.323   | 3.952 |      | Cochabamba   | 17° 36′ 41″ S, 65° 39′ 31″ W |
| 115. | 05-0601-0101-5001 | Cotagaita               | ...  | 1.401 | 1.645   | 3.931 |      | Potosí       | 20° 49′ 4″ S, 65° 52′ 6″ W   |
| 116. | 03-1002-0100-1001 | Colomi                  | ...  | 3.863 | 3.699   | 3.914 |      | Cochabamba   | 17° 20′ 18″ S, 65° 52′ 6″ W  |
| 117. | 03-0701-0101-9001 | Irpa Irpa               | ...  | 2.207 | 2.721   | 3.868 |      | Cochabamba   | 17° 43′ 19″ S, 66° 17′ 12″ W |
| 118. | 07-1502-0100-5001 | Urubichá                | ...  | 2.586 | 3.224   | 3.848 |      | Santa Cruz   | 15° 37′ 44″ S, 63° 5′ 4″ W   |
| 119. | 05-0203-0100-8001 | Catavi                  | ...  | 1.632 | 2.060   | 3.834 |      | Potosí       | 18° 24′ 49″ S, 66° 33′ 53″ W |
| 120. | 03-1206-0112-5001 | Bulo Bulo               | ...  | 1.370 | 2.389   | 3.786 |      | Cochabamba   | 17° 15′ 15″ S, 64° 21′ 51″ W |
| 121. | 07-0703-0500-5002 | Menonitas Rivas Palacio | ...  | ...   | (5.805) | 3.770 |      | Santa Cruz   | 18° 9′ 58″ S, 62° 59′ 7″ W   |
| 122. | 04-0601-0101-6001 | Poopó                   | ...  | 2.953 | 1.923   | 3.618 |      | Oruro        | 18° 22′ 49″ S, 66° 57′ 57″ W |
| 123. | 07-0902-0102-6001 | Los Negros              | ...  | 1.684 | 2.621   | 3.572 |      | Santa Cruz   | 18° 3′ 21″ S, 64° 7′ 25″ W   |
| 124. | 06-0302-0100-1001 | Caraparí                | ...  | 490   | 1.074   | 3.549 |      | Tarija       | 21° 49′ 40″ S, 63° 44′ 29″ W |
| 125. | 03-0501-0100-1001 | Arani                   | ...  | 3.009 | 3.512   | 3.542 |      | Cochabamba   | 17° 34′ 23″ S, 65° 46′ 5″ W  |
| 126. | 07-0702-0100-1001 | Charagua                | ...  | 2.486 | 2.737   | 3.496 |      | Santa Cruz   | 19° 47′ 31″ S, 63° 12′ 2″ W  |
| 127. | 08-0702-0100-8008 | San Ramón               | ...  | 3.427 | 4.426   | 3.483 |      | Beni         | 13° 16′ 2″ S, 64° 37′ 2″ W   |
| 128. | 03-1301-0174-8001 | Mizque                  | ...  | 1.863 | 2.677   | 3.474 |      | Cochabamba   | 17° 56′ 34″ S, 65° 20′ 30″ W |
| 129. | 07-0302-0303-0001 | San Miguel              | ...  | 3.447 | 4.484   | 3.464 |      | Santa Cruz   | 16° 41′ 52″ S, 60° 58′ 5″ W  |
| 130. | 02-1703-0100-9001 | Tito Yupanqui           | ...  | 119   | 773     | 3.459 |      | La Paz       | 16° 11′ 34″ S, 68° 57′ 23″ W |
| 131. | 02-0607-0301-0001 | Mapiri                  | ...  | 2.388 | 2.561   | 3.446 |      | La Paz       | 15° 18′ 35″ S, 68° 12′ 58″ W |
| 132. | 06-0501-0100-3001 | San Lorenzo             | ...  | 2.340 | 2.752   | 3.401 |      | Tarija       | 21° 25′ 5″ S, 64° 44′ 58″ W  |
| 133. | 07-0707-0100-1001 | Boyuibe                 | ...  | 2.496 | 2.907   | 3.401 |      | Santa Cruz   | 20° 25′ 55″ S, 63° 16′ 54″ W |
| 134. | 07-0105-0105-1001 | Santa Rita              | ...  | 1.424 | 2.115   | 3.377 |      | Santa Cruz   | 17° 58′ 47″ S, 63° 22′ 15″ W |
| 135. | 03-0803-0101-1001 | Tolata                  | ...  | 1.370 | 2.207   | 3.368 |      | Cochabamba   | 17° 32′ 3″ S, 65° 57′ 47″ W  |
| 136. | 03-1003-0110-4001 | Eterazama               | ...  | 1.913 | 2.001   | 3.359 |      | Cochabamba   | 16° 49′ 55″ S, 65° 31′ 13″ W |
| 137. | 07-1005-0101-8001 | Hardeman                | ...  | 1.745 | 2.848   | 3.321 |      | Santa Cruz   | 16° 40′ 34″ S, 63° 37′ 2″ W  |
| 138. | 01-0401-0103-4001 | Padilla                 | ...  | 2.244 | 2.714   | 3.314 |      | Chuquisaca   | 19° 18′ 27″ S, 64° 18′ 8″ W  |
| 139. | 02-1601-0200-1001 | Amarete                 | ...  | 1.402 | 1.741   | 3.304 |      | La Paz       | 15° 14′ 21″ S, 68° 59′ 2″ W  |
| 140. | 01-0801-0101-5001 | Villa Serrano           | ...  | 1.916 | 2.872   | 3.298 |      | Chuquisaca   | 19° 7′ 23″ S, 64° 19′ 25″ W  |
| 141. | 07-0105-0201-2001 | Jorochito               | ...  | 1.727 | 2.778   | 3.259 |      | Santa Cruz   | 18° 3′ 23″ S, 63° 25′ 37″ W  |
| 142. | 01-1001-0170-2001 | Muyupampa               | ...  | 2.052 | 2.327   | 3.215 |      | Chuquisaca   | 19° 53′ 40″ S, 63° 45′ 0″ W  |
| 143. | 03-1003-0122-7001 | Villa Tunari            | ...  | 1.597 | 2.510   | 3.210 |      | Cochabamba   | 16° 58′ 21″ S, 65° 25′ 12″ W |
| 144. | 01-0301-0103-1001 | Zudáñez                 | ...  | 1.330 | 1.976   | 3.177 |      | Chuquisaca   | 19° 7′ 9″ S, 64° 42′ 5″ W    |
| 145. | 03-0202-0102-8001 | Pasorapa                | ...  | 810   | 1.114   | 3.134 |      | Cochabamba   | 18° 19′ 17″ S, 64° 40′ 38″ W |
| 146. | 02-1002-0101-5001 | Quime                   | ...  | 2.718 | 2.439   | 3.131 |      | La Paz       | 16° 58′ 53″ S, 67° 13′ 2″ W  |
| 147. | 02-1502-0100-6006 | San Buenaventura        | ...  | 1.670 | 2.264   | 3.089 |      | La Paz       | 14° 26′ 11″ S, 67° 32′ 17″ W |
| 148. | 02-1301-0601-2001 | Sica Sica               | ...  | 1.618 | 3.831   | 3.086 |      | La Paz       | 17° 19′ 59″ S, 67° 44′ 21″ W |
| 149. | 02-1306-0100-1001 | Colquencha              | ...  | 1.751 | 2.352   | 3.085 |      | La Paz       | 16° 56′ 1″ S, 68° 14′ 56″ W  |
| 150. | 01-0601-0105-7001 | Tarabuco                | ...  | 2.417 | 2.442   | 2.977 |      | Chuquisaca   | 19° 10′ 57″ S, 64° 54′ 54″ W |
| 151. | 07-0105-0400-7001 | Limoncito               | ...  | 1.184 | 2.164   | 2.943 |      | Santa Cruz   | 18° 1′ 44″ S, 63° 24′ 11″ W  |
| 152. | 07-1403-0301-2004 | El Carmen Rivero Tórrez | ...  | 2.330 | 2.725   | 2.910 |      | Santa Cruz   | 18° 49′ 38″ S, 58° 37′ 28″ W |
| 153. | 01-0302-0102-1001 | Presto                  | ...  | 463   | 793     | 2.908 |      | Chuquisaca   | 18° 55′ 48″ S, 64° 56′ 16″ W |
| 154. | 07-0201-0200-9001 | Las Barreras            | ...  | 762   | 1.157   | 2.891 |      | Santa Cruz   | 17° 26′ 51″ S, 63° 10′ 39″ W |
| 155. | 05-1203-0100-1001 | Agua de Castilla        | ...  | 1.826 | 1.504   | 2.817 |      | Potosí       | 19° 46′ 21″ S, 65° 59′ 11″ W |
| 156. | 07-0102-0105-1001 | Puerto Pailas           | ...  | 1.621 | 2.301   | 2.800 |      | Santa Cruz   | 17° 40′ 3″ S, 62° 47′ 27″ W  |
| 157. | 02-0601-0104-6001 | Sorata                  | ...  | 2.048 | 2.217   | 2.788 |      | La Paz       | 15° 46′ 25″ S, 68° 38′ 55″ W |
| 158. | 04-0702-0100-3003 | Machacamarca            | ...  | 2.956 | 2.206   | 2.749 |      | Oruro        | 18° 10′ 19″ S, 67° 1′ 11″ W  |
| 159. | 03-0801-0300-6001 | Ucureña                 | ...  | 2.180 | 2.306   | 2.746 |      | Cochabamba   | 17° 34′ 49″ S, 65° 54′ 27″ W |
| 160. | 03-1205-0408-8001 | Valle Sacta             | ...  | ...   | 1.360   | 2.704 |      | Cochabamba   | 17° 7′ 0″ S, 64° 46′ 0″ W    |
| 161. | 09-0201-0200-6001 | Puerto Rico             | ...  | 509   | 1.522   | 2.672 |      | Pando        | 11° 6′ 12″ S, 67° 33′ 17″ W  |
| 162. | 05-1102-0300-7601 | Tres Cruces             | ...  | 278   | 1.148   | 2.648 |      | Potosí       | 19° 52′ 2″ S, 65° 32′ 43″ W  |
| 163. | 04-1101-0100-3001 | Eucaliptus              | ...  | 3.108 | 2.474   | 2.626 |      | Oruro        | 17° 35′ 57″ S, 67° 30′ 37″ W |
| 164. | 07-0303-0100-7001 | San Rafael              | ...  | 1.363 | 2.064   | 2.618 |      | Santa Cruz   | 16° 47′ 10″ S, 60° 40′ 27″ W |
| 165. | 07-1004-0100-3001 | Chané Independencia     | ...  | 1.768 | 2.491   | 2.612 |      | Santa Cruz   | 16° 57′ 58″ S, 63° 13′ 17″ W |
| 166. | 01-0902-0101-1001 | Culpina                 | ...  | 1.727 | 2.103   | 2.608 |      | Chuquisaca   | 20° 49′ 35″ S, 64° 56′ 53″ W |
| 167. | 03-1206-0111-7001 | Manco Kapac             | ...  | ..    | 594     | 2.603 |      | Cochabamba   | 17° 13′ 23″ S, 64° 27′ 24″ W |
| 168. | 09-0303-0100-7001 | El Sena                 | ...  | 214   | 924     | 2.587 |      | Pando        | 11° 29′ 2″ S, 67° 14′ 52″ W  |
| 169. | 07-0103-0106-6001 | Urubó                   | ...  | 653   | 1.298   | 2.543 |      | Santa Cruz   | 17° 45′ 17″ S, 63° 13′ 0″ W  |
| 170. | 07-0502-0500-8001 | Belice                  | ...  | ...   | 2.435   | 2.502 |      | Santa Cruz   | 17° 43′ 15″ S, 62° 13′ 10″ W |
| 171. | 07-0704-0101-7001 | Cuevo                   | ...  | 1.594 | 1.637   | 2.475 |      | Santa Cruz   | 20° 27′ 17″ S, 63° 31′ 8″ W  |
| 172. | 02-1202-0171-5001 | Puchucollo Alto         | ...  | .     | .       | 2.461 |      | La Paz       | 16° 32′ 35″ S, 68° 14′ 31″ W |
| 173. | 02-0606-0101-5001 | Tipuani                 | ...  | 4.365 | 2.563   | 2.456 |      | La Paz       | 16° 24′ 36″ S, 67° 31′ 32″ W |
| 174. | 08-0801-0300-1001 | Bella Vista             | ...  | 1.711 | 2.017   | 2.440 |      | Beni         | 13° 16′ 28″ S, 63° 42′ 21″ W |
| 175. | 03-0902-0200-9001 | Parotani                | ...  | 1.788 | 1.908   | 2.434 |      | Cochabamba   | 17° 34′ 0″ S, 66° 20′ 46″ W  |
| 176. | 07-1502-0300-3001 | Yaguarú                 | ...  | 1.555 | 1.884   | 2.430 |      | Santa Cruz   | 15° 36′ 3″ S, 63° 13′ 33″ W  |
| 177. | 05-0202-0100-2001 | Chayanta                | ...  | 1.792 | 2.072   | 2.417 |      | Potosí       | 18° 27′ 38″ S, 66° 26′ 38″ W |
| 178. | 03-1601-0103-8001 | Tiraque                 | ...  | 1.602 | 1.906   | 2.398 |      | Cochabamba   | 17° 25′ 36″ S, 65° 43′ 22″ W |
| 179. | 07-0703-0100-1001 | Abapó                   | ...  | 731   | 2.218   | 2.386 |      | Santa Cruz   | 18° 54′ 22″ S, 63° 23′ 58″ W |
| 180. | 07-1503-0101-8001 | El Puente               | ...  | 1.105 | 2.142   | 2.379 |      | Santa Cruz   | 16° 16′ 36″ S, 62° 56′ 3″ W  |
| 181. | 08-0602-0171-5701 | Puente San Pablo        | ...  | 837   | 1.709   | 2.341 |      | Beni         | 15° 14′ 39″ S, 63° 52′ 0″ W  |
| 182. | 02-1006-0100-8    | Licoma                  | ...  | 795   | 1.036   | 2.340 |      | La Paz       | 16° 48′ 17″ S, 67° 12′ 10″ W |
| 183. | 02-0607-0300-5001 | Santa Rosa de Mapiri    | ...  | 474   | 1.433   | 2.336 |      | La Paz       | 15° 19′ 3″ S, 68° 19′ 30″ W  |
| 184. | 07-0703-0100-1005 | Cabezas                 | ...  | 916   | 1.392   | 2.319 |      | Santa Cruz   | 18° 47′ 15″ S, 63° 19′ 3″ W  |
| 185. | 02-1401-0105-0001 | Coroico                 | ...  | 1.660 | 2.197   | 2.319 |      | La Paz       | 16° 11′ 20″ S, 67° 43′ 38″ W |
| 186. | 07-0403-0101-3001 | San Germán              | ...  | 299   | 1.150   | 2.312 |      | Santa Cruz   | 17° 20′ 57″ S, 64° 5′ 31″ W  |
| 187. | 05-0601-1111-3001 | Tasna Rosario           | ...  | 1.841 | 1.243   | 2.309 |      | Potosí       | 20° 37′ 5″ S, 66° 11′ 9″ W   |
| 188. | 01-0501-0100-1001 | Candua                  | ...  | 1.414 | 1.805   | 2.308 |      | Chuquisaca   | 19° 48′ 37″ S, 63° 58′ 58″ W |
| 189. | 05-0701-0110-2001 | Sacaca                  | ...  | 1.357 | 1.619   | 2.292 |      | Potosí       | 18° 4′ 10″ S, 66° 23′ 4″ W   |
| 190. | 02-1203-0100-1001 | Batallas                | ...  | 1.769 | 1.966   | 2.257 |      | La Paz       | 16° 17′ 58″ S, 68° 31′ 54″ W |
| 191. | 07-0104-0600-5004 | San José                | ...  | 1.415 | 2.045   | 2.251 |      | Santa Cruz   | 17° 56′ 20″ S, 63° 21′ 6″ W  |
| 192. | 06-0301-0101-5001 | Campo Grande            | ...  | ...   | 1.036   | 2.246 |      | Tarija       | 21° 57′ 34″ S, 63° 39′ 22″ W |
| 193. | 05-0802-0600-7001 | Atocha                  | ...  | 2.739 | 2.033   | 2.240 |      | Potosí       | 20° 56′ 5″ S, 66° 13′ 12″ W  |
| 194. | 05-0802-0800-1701 | Santa Bárbara           | ...  | 2.536 | 2.505   | 2.221 |      | Potosí       | 20° 55′ 24″ S, 66° 2′ 58″ W  |
| 195. | 06-0101-0170-1    | Portillo                | ...  | ...   | 706     | 2.197 |      | Tarija       | 21° 34′ 0″ S, 64° 40′ 0″ W   |
| 196. | 02-1105-0103-1001 | La Asunta               | ...  | 949   | 1.466   | 2.143 |      | La Paz       | 16° 7′ 36″ S, 67° 11′ 44″ W  |
| 197. | 08-0802-0100-2001 | Baures                  | ...  | 1.846 | 2.422   | 2.127 |      | Beni         | 13° 39′ 17″ S, 63° 41′ 45″ W |
| 198. | 03-1003-0146-0001 | Villa 14 de Septiembre  | ...  | 1.617 | 1.403   | 2.123 |      | Cochabamba   | 16° 50′ 51″ S, 65° 21′ 0″ W  |
| 199. | 02-1301-0701-2001 | Cala Cala               | ...  | 874   | 1.678   | 2.087 |      | La Paz       | 17° 29′ 7″ S, 67° 30′ 53″ W  |
| 200. | 03-1205-0100-1001 | Puerto Villarroel       | ...  | 1.643 | 1.778   | 2.072 |      | Cochabamba   | 16° 50′ 21″ S, 64° 47′ 35″ W |
| 201. | 02-1307-0100-1001 | Collana                 | ...  | 1.282 | 1.856   | 2.064 |      | La Paz       | 16° 54′ 14″ S, 68° 17′ 2″ W  |
| 202. | 08-0803-0100-100  | Huacaraje               | ...  | 1.817 | 2.342   | 2.053 |      | Beni         | 13° 35′ 33″ S, 63° 52′ 43″ W |
| 203. | 07-0104-0400-1002 | Pedro Lorenzo           | ...  | 294   | 1.139   | 2.041 |      | Santa Cruz   | 17° 57′ 24″ S, 63° 15′ 9″ W  |
| 204. | 02-1101-0100-2001 | Chulumani               | ...  | 2.192 | 2.724   | 2.028 |      | La Paz       | 16° 24′ 36″ S, 67° 31′ 32″ W |
| 205. | 02-0306-0106-2001 | Tumarapi                | ...  | 176   | 436     | 2.026 |      | La Paz       | 17° 4′ 8″ S, 68° 10′ 41″ W   |
| 206. | 07-1503-0200-3001 | Yotaú                   | ...  | 810   | 1.267   | 2.007 |      | Santa Cruz   | 16° 10′ 32″ S, 63° 1′ 24″ W  |
| 207. | 07-0102-0100-2002 | Campanero               | ...  | 930   | 2.212   | 2.005 |      | Santa Cruz   | 17° 44′ 2″ S, 62° 57′ 5″ W   |

## Ortschaften unter 2.000 Einwohner
| Zentrale Ortschaften unter 2.000 Einwohner (Volkszählung 2012) |
| --- |
| Chuquihuta (1.995) • Santa Rosa de Roca (1.992) • Valle Nuevo (1.992) • Irupana (1.949) • San Lucas (Nor Cinti) (1.941) • Sopachuy (1.937) • Buen Retiro (Santa Cruz) (1.932) • Santiago de Chiquitos (1.927) • Enconada (1.925) • Totora (Cochabamba) (1.925) • Mallco Rancho (1.919) • Sagrado Corazón (Santistevan) (1.906) • Mina Asientos (1.884) • Tiquipaya (Santa Cruz) (1.883) • Villa Rivero (1.858) • Coro Coro (1.853) • Montero Hoyos (1.848) • Puerto Gonzalo Moreno (1.839) • Tumupasa (1.827) • Ravelo (Potosí) (1.826) • Macharetí (1.823) • Villa El Carmen (Caipitandi) (1.813) • La Angostura (Santa Cruz) (1.809) • Don Lorenzo (1.790) • Taypiplaya (1.783) • Coachaca Chico (1.782) • Mallco Chapi (1.776) • Licoma (1.773) • Tres Cruces (Santa Cruz) (1.773) • Palmar Chico (1.766) • San Cristóbal (Nor Lípez) (1.754) • Antequera (Oruro) (1.751) • Estación Charagua (1.751) • Independencia (Ayopaya) (1.751) • Aramasi (1.750) • Santa Martha (1.738) • Ocurí (Potosí) (1.722) • Valle de Concepción (1.722) • El Bisito (1.713) • Vinto Chico (1.711) • San Antonio de Lomerío (1.677) • Cala Cala (Potosí) (1.674) • Curahuara de Carangas (1.668) • Viloco (1.656) • Nuevo Horizonte (Warnes) (1.632) • Marquirivi (Colquencha) (1.630) • Santa Rosa de Lima (Arbieto) (1.622) • San Isidro (Santa Cruz) (1.602) • Animas (1.599) • Huañacahua (1.598) • San Luis (El Torno) (1.596) • Pocoata (Potosí) (1.585) • Chima (La Paz) (1.576) • Sauce Rancho (1.574) • La Chojlla (1.573) • Alcalá (Tomina) (1.562) • Paurito (1.556) • Huarina (1.554) • Tarope (1.547) • Cantapa (1.541) • Quirusillas (1.539) • Puna (Bolivien) (1.525) • Huacareta (1.524) • Tomina (1.523) • Yotala (1.522) • Cruce Culta (1.520) • Teoponte (1.519) • Incahuasi (Nor Cinti) (1.509) • Mora (1.506) • Escara (1.500) |

## Ortschaften unter 1.500 Einwohner
| Zentrale Ortschaften unter 1.500 Einwohner (Volkszählung 2012) |
| --- |
| La Joya (1.481) • Toledo (Oruro) (1.462) • Padcaya (1.437) • Porongo (1.433) • Exaltación (1.425) • Pazña (1.407) • La Asunta (Santa Cruz) (1.406) • Peñas (Oruro) (1.386) • San Juan del Piraí (Santistevan) (1.361) • Puerto Acosta (1.359) • San Isidro (Tarija) (1.346) • San Antonio de Senkata (1.339) • Omereque (1.335) • Ichoca (1.326) • Yaguacua (1.323) • Basilio (Santa Cruz) (1.318) • Pucarani (1.313) • Torotoro (1.304) • Coripata (1.238) • Puerto Guaqui (1.238) • Tomatitas (1.234) • Huaytú (1.232) • Azurduy (1.229) • Siete Suyos (1.223) • Sorejaya (1.222) • Colcha „K“ (Potosí) (1.221) • Villa Abecia (1.211) • Pico de Monte (1.207) • Paradero (1.204) • Apillapampa (1.180) • Loma Alta (Santa Cruz) (1.168) • Escoma (1.162) • San José del Norte (1.155) • Tarumá (1.148) • Postrervalle (1.141) • Redención Pampa (1.138) • Macha (Potosí) (1.135) • Las Piedras (Pando) (1.133) • San Pedro de Buena Vista (1.131) • Totoral (1.128) • Yamparáez (1.124) • Rancho Norte (1.123) • Huacullani (1.101) • Cohoni (1.084) • Pozo del Tigre (1.079) • El Palomar (1.077) • Pampa Aullagas (1.074) • Chipiriri (1.064) • Charopampa (1.060) • San Pedro de Condo (1.048) • Curva (1.047) • Opoqueri (1.042) • Amayapampa (1.035) • Santa María de Guarayos (1.027) • Canandoa (1.025) • Telamayu (1.021) • Gutiérrez (Cordillera) (1.019) • Aguirre (Chapare) (1.019) • Suticollo (1.015) • Campo Pajoso (1.012) • Huachacalla (1.003) • Lagunillas (Cordillera) (1.002) • Corque (1.000) |